# Geleira Grace
A Geleira Grace (54° 04′ S, 37° 23′ O) é uma geleira que flui de norte para a Baía de Ample na Baía das Ilhas, Geórgia do Sul, próxima a Planície Salisbury. Delineada em 1912-13 por Robert Cushman Murphy, naturalista americano a bordo do brigue Daisy, que a batizou com o nome de sua mulher, Grace Barstow Murphy.